# Zenida
Zenida là một chi bướm ngày thuộc họ Bướm nâu.